# Protestos no Chade em 2021
Os protestos no Chade em 2021 são protestos contra o regime ditatorial de Idriss Deby e do seu filho e sucessor Mahamat Déby. Esses protestos repudiam a candidatura de Idriss Déby à um sexto mandato, os resultados das eleições presidenciais de abril de 2021 e a tomada de poder pelo Conselho Militar de Transição após a morte do presidente Idriss Deby no campo de batalha.

## Antecedentes
O Chade padece de um conflito armado no norte do país; com confrontos e violência sendo muito frequentes também no sul, na Bacia do Lago Chade. Os opositores do então presidente chadiano Idriss Deby convocaram protestos por causa de seu governo não democrático e liderança de estilo ditatorial, com a defesa dos direitos humanos sendo uma questão comum. Além disso, o Chade sofre com altas taxas de desemprego e pobreza e também enfrenta dificuldades para lidar com o coronavirus.

## Protestos
Em 6 de fevereiro, centenas de manifestantes atearam fogo durante os protestos contra a nomeação do presidente Idriss Deby para a reeleição, em N'Djamena, em resposta, a polícia disparou gás lacrimogêneo para dispersá-los.
Em 28 de fevereiro, o líder da oposição Yaya Dillo disse que sua mãe, filho e três outros membros de sua família foram mortos em uma operação liderada pelo filho do presidente. Um porta-voz do governo disse que Dillo não atendeu a dois mandados judiciais e que duas pessoas foram mortas e cinco feridas, incluindo três policiais, após um tiroteio.
Em 20 de março, milhares de manifestantes participaram de várias passeatas e comícios em apoio aos candidatos da oposição. Os partidos políticos e associações da sociedade civil convocaram manifestações contra um sexto mandato do presidente Marechal Idriss Déby Itno.
Funcionários públicos e organizações políticas realizaram vários comícios em 27 de março para protestar contra as eleições que se aproximavam, convocando as pessoas a boicotá-las, gritando "Não ao 6.º mandato!" (Non au 6e mandat !) em N’Djamena. Os manifestantes também foram presos e espancados pela polícia assim que começaram a protestar, resultando na queima de pneus.
Em 20 de abril, imediatamente após a divulgação dos resultados eleitorais que mostraram que Idriss Déby havia sido reeleito, foi anunciado pelos militares chadianos que o presidente havia sido morto em ação enquanto liderava as tropas de seu país no campo de batalha contra os rebeldes oriundos do norte. Logo em seguida, ocorre uma tomada de poder pelos militares que proclamaram o Conselho Militar de Transição, liderado pelo filho Idriss Deby, Mahamat Déby Itno, que dissolveu o governo e o legislativo.
Em 27 de abril de 2021, novos protestos eclodiram exigindo ao Conselho Militar de Transição que admitisse uma transição civil. Uma mulher foi morta na capital quando manifestantes antimilitares atacaram um ônibus, enquanto um homem foi morto no sul do país. A polícia usou gás lacrimogêneo para dispersar as manifestações, enquanto a junta militar proibiu os protestos. Os políticos da oposição rotularam a tomada de poder do Conselho Militar de Transição como um "golpe". Em 2 de maio de 2021, a junta militar suspendeu o toque de recolher noturno imposto no país após a morte do presidente Déby. O governo também reconheceu as mortes de seis manifestantes durante as manifestações na semana anterior.
Em 19 de maio, as forças de segurança chadianas usaram gás lacrimogêneo e cassetetes para dispersar os manifestantes que tomaram as ruas da capital N'Djamena. Pequenos grupos de manifestantes queimaram pneus e bandeiras francesas e alguns entraram em confronto violento com a polícia. Cerca de 30 pessoas foram presas, de acordo com a coalizão da sociedade civil Wakit Tamma.

## Repressão violenta
A polícia usou força excessiva contra os manifestantes, ferindo dezenas de transeuntes e manifestantes. Testemunhas descreveram como membros da força de segurança espancaram os manifestantes com chicotes, paus e cassetetes; prendeu arbitrariamente dezenas de pessoas e, no ataque à casa de um líder da oposição, matou sua mãe. Um manifestante disse que foi submetido a choques elétricos enquanto estava detido.